# Wavre
Wavre (en neerlandés: Waver; en valón: Wåve, localmente Aufe) es la capital de la provincia belga de Brabante Valón, en la región Valona. El municipio comprende las villas de Limal y Bierges y forma parte de la Comunidad francesa de Bélgica.

## Geografía
El municipio Wavre tiene una superficie de 41,80 km². Su altitud es de 75 metros sobre el nivel del mar y se encuentra a 22 km de Bruselas y 35 km de Namur.
Con una población al 1 de enero de 2019 de 34 396, su densidad poblacional es de 822,9 personas/km²
Wavre se encuentra en el valle del río Dyle, un pequeño río parcialmente cubierto.

### Secciones del municipio
El municipio comprende los antiguos municipios, que se fusionaron en 1977:
| - Wavre - Limal - Bierges |

### Municipios limítrofes
- Provincia del Brabante Valón
  - Ottignies-Louvain-la-Neuve
  - Rixensart
  - Grez-Doiceau
  - Chaumont-Gistoux
- Provincia del Brabante Flamenco
  - Overijse
  - Huldenberg

## Demografía

### Evolución
Todos los datos históricos relativos al actual municipio, el siguiente gráfico refleja su evolución demográfica, incluyendo municipios después de efectuada la fusión el 1 de enero de 1977.
| Gráfica de evolución demográfica de Wavre entre 1846 y 2020 |
|                                                             |

## Ciudades hermanadas
- Hénin-Beaumont (Francia)

## Galería

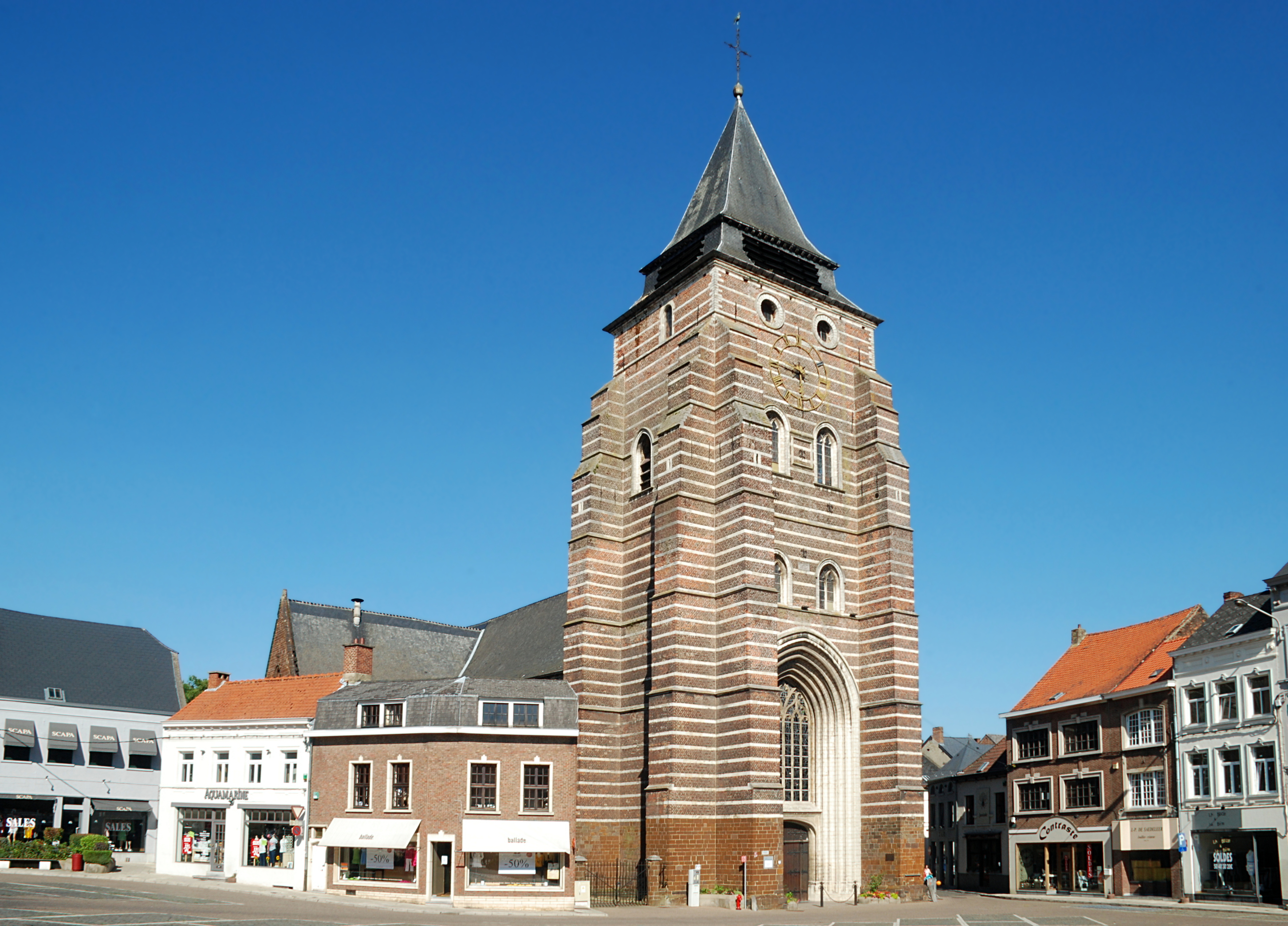
Plaza Cardenal Mercier y la iglesia de San Juan Bautista.
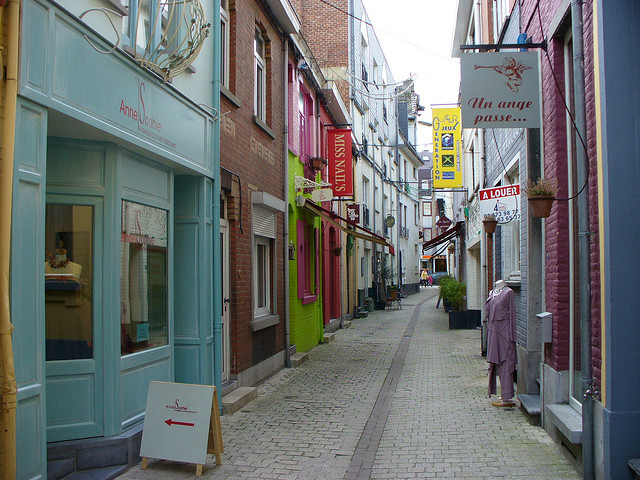
Rue de la Source en el centro de la ciudad.
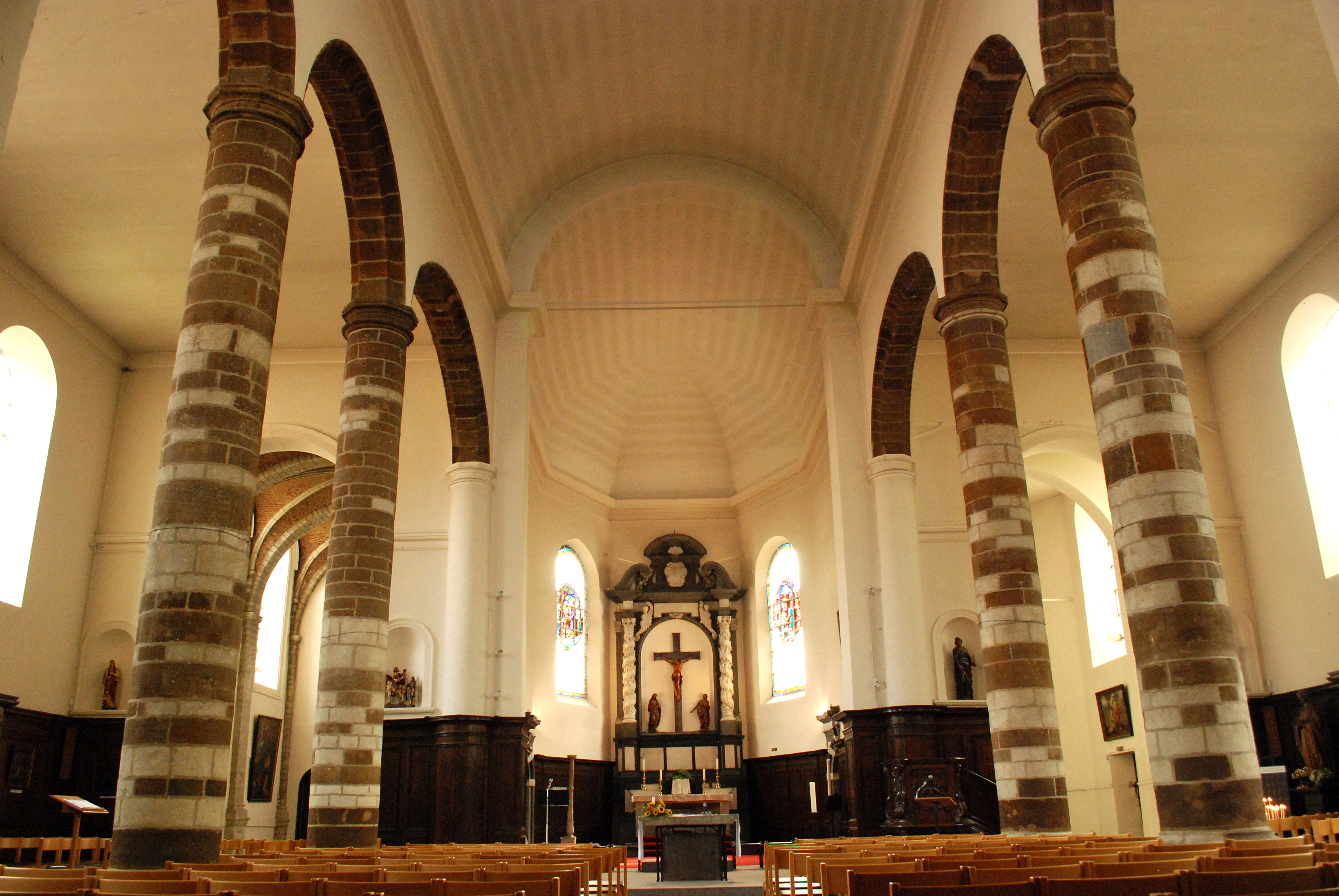
Limal: Interior de la iglesia San Martín de Limal.
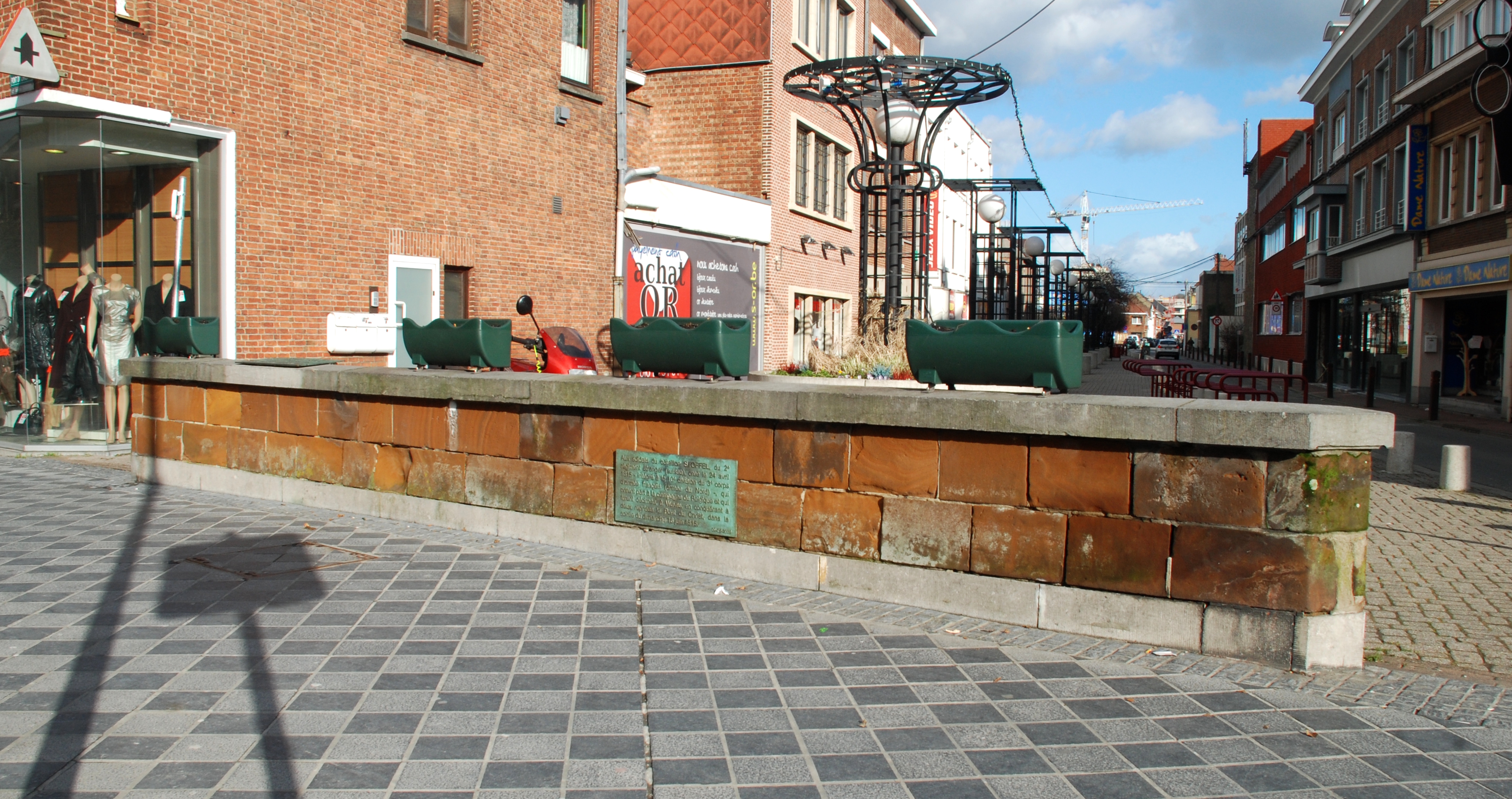
Pont du Christ sobre el río Dyle.